# Starship (rakétarendszer)
A Starship (korábbi nevén Starship-Super Heavy vagy BFR) a SpaceX újgenerációs szupernehéz rakétarendszere, mely arra lett tervezve, hogy az emberiség a Naprendszeren belüli égitestekre könnyen eljuthasson. A felső fokozatot Starship-nek, az alsót Super Heavy-nek hívják. A rakétarendszert összefoglaló néven  Starshipnek nevezzük.

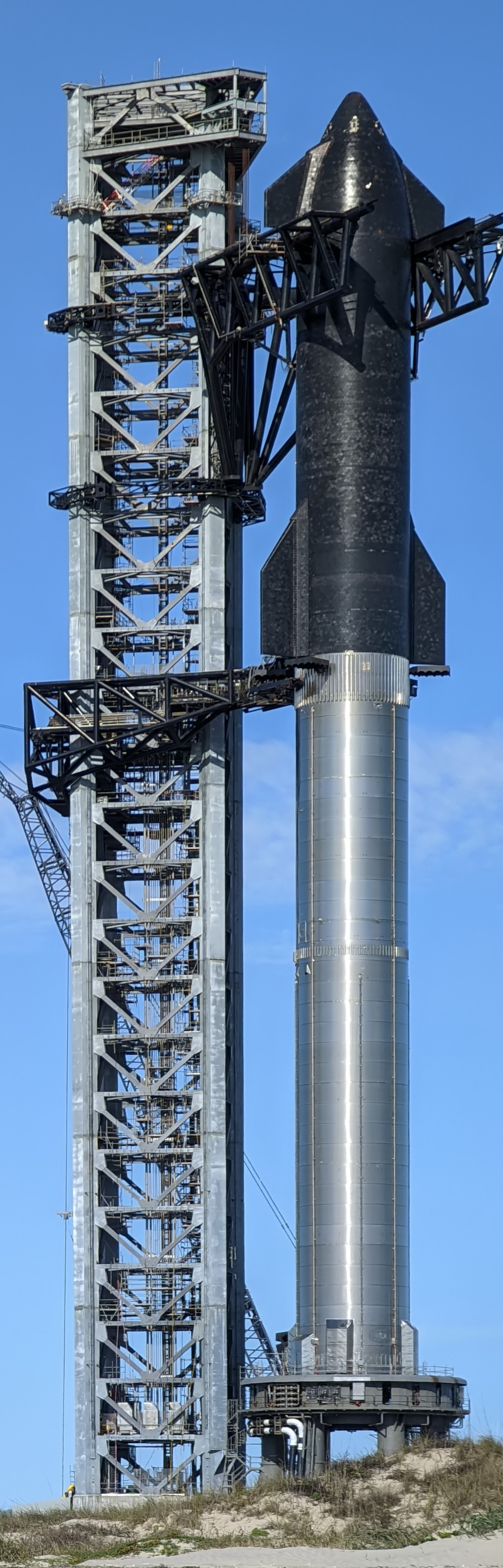
Starship

Az űreszköz gyökeresen megváltoztatja az űrutazást, hiszen egy újfajta űrszállítmányozási rendszer épül ki általa, mely interkontinentális és bolygóközi utazásoknak ad teret, a költségeket jelentős mértékben csökkentve. Ezzel a nagyteljesítményű rakétával – a világ legerősebb rakétája lesz – kívánják kiváltani a Falcon rakétacsaládot és a Dragon űrhajót.
A rakétarendszer teljesen újrafelhasználható módban több mint 100 tonna hasznos terhet tud majd alacsony Föld körüli pályára juttatni. A rakéta fejlesztése a vállalat két texasi (McGregor és Boca Chica), valamint floridai (Space Coast) telephelyén történik.

## Története
A Starship, akkor még MCT (Mars Colonial Transporter) tervezése 2012-ben kezdődött el, de 2016-ig nem történt semmilyen nagyobb bejelentés. Ezen év szeptemberében azonban Elon Musk egy 12 méter átmérőjű karbon-kompozit rakéta, az ITS kifejlesztéséről tartott részletes előadást, itt merült fel először a Föld körüli pályán történő újratankolás ötlete. Két évvel a prezentációja után Musk közölte, hogy az felső fázist siklószerűre tervezték át.
A radikális változtatást 2018 decemberében jelentette be a SpaceX vezérigazgatója: a karbon-kompozitot rozsdamentes acélra cserélték le, mert kriogén hőmérsékletek mellett sokkal jobb tulajdonságokkal rendelkezik, mint az eredetileg tervezett építőanyag. A rakéta fejlesztése a rendkívül költséges és nehezen gyártható karbon-kompozit leváltása után felgyorsult.

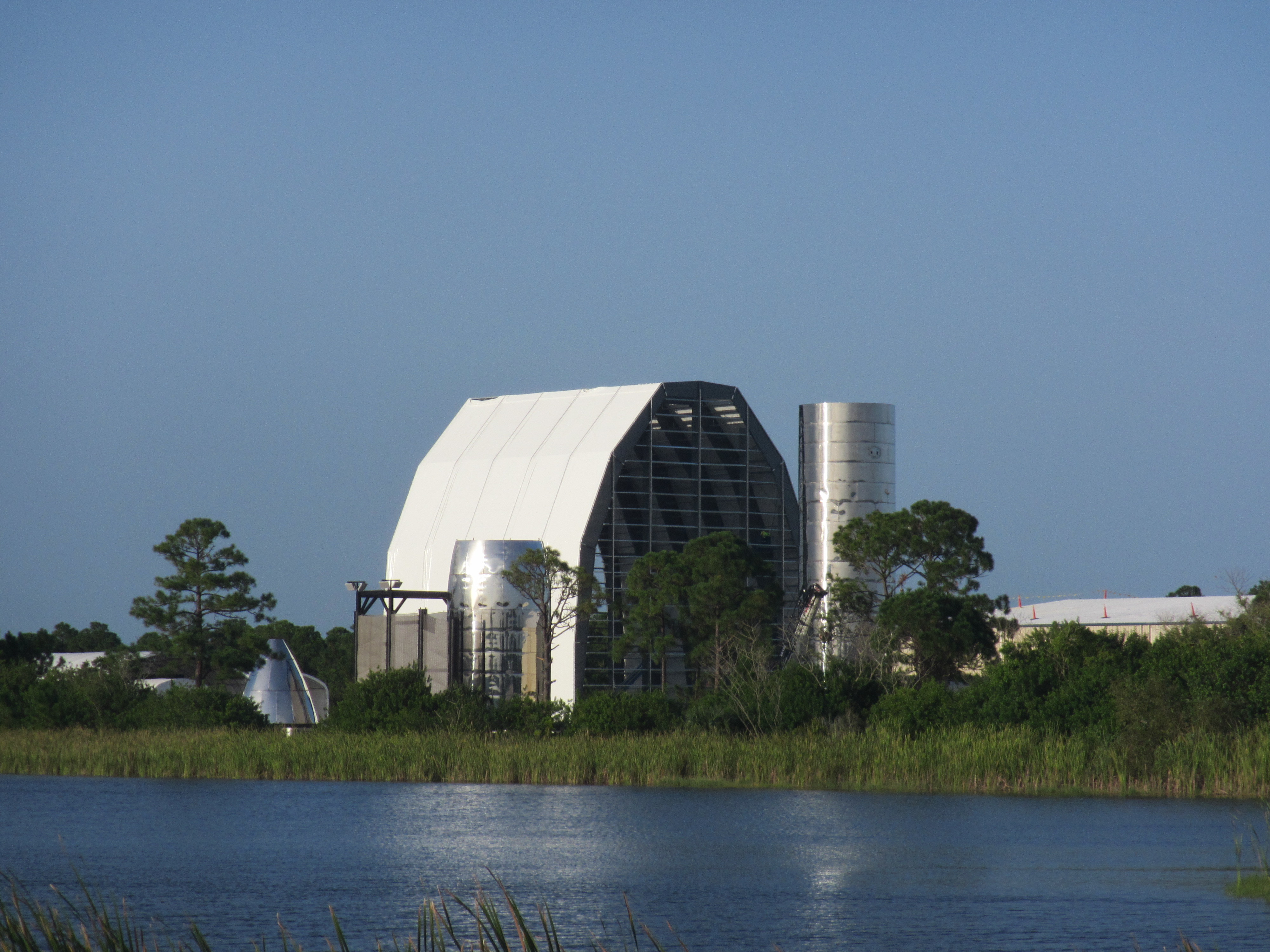
A Starship Mk2 nevű prototípus építés közben (2019, Florida)

A rakétarendszer fejlesztésének finanszírozása magánúton történik, Musk becslése szerint körülbelül 2-3 milliárd dollárba (600-900 milliárd Forint) fog kerülni, amelynek nagy részét egy japán üzletember, Maezava Juszaku fizette. A befektetésével több jegyet váltott egy Hold körüli útra, amit DearMoon projektnek neveztek el (lásd SpaceX holdturista-misszió).
A rakéta prototípusainak tesztelése 2019-ben kezdődött el.
A NASA 2020 áprilisában választotta ki a SpaceX-et egy emberes holdkomp fejlesztésére az Artemis-program keretein belül. A SpaceX a Starship HLS (Human Landing System) koncepcióval pályázott:
- Az űrhajó nem tartalmaz mozgatható vezérsíkokat, valamint a hőpajzsot
- Egy kisebb legénységi kabinnal valamint egy nagyobb raktérrel rendelkezik
- Napelemek fogják biztosítani az áramellátását
- Az űrhajó nagyerejű cseppfolyós metánnal és cseppfolyós oxigénnel működő fúvókákat fog használni a fel- és leszállásra. A fúvókák az űreszköz felső részén lesznek elhelyezve[12]
- Újratankolással képes lesz a többszöri fel és leszállásra is

A Starship HLS-t egy Super Heavy hordozórakéta juttatja alacsony Föld körüli pályára, majd onnan több újratankolást követően folytatja az útját a Hold körüli pályára. A SpaceX vállalta, hogy demonstrálja az űrben történő üzemanyag-átvitelt két Starship űrhajó között, valamint azt is, hogy landol egy személyzet nélküli Starship HLS-el a Holdon.

## Felépítése
A rakéta kétlépcsős és teljesen újrafelhasználható, ebben Falcon rakétákkal szerzett tapasztalat segíti a céget. A rendszer egésze 120 méter magassággal és 9 méteres átmérővel rendelkezik. A szerkezete és üzemanyagtartályai rozsdamentes acélötvözetből készülnek. A rakéta által használt Raptor hajtóművek folyékony oxigénnel és folyékony metánnal működnek, egyenként 2 MN tolóerőt hoznak létre.

### Első fokozat: aSuper Heavyhordozórakéta
Az első fokozat (Super Heavy – Booster), a SpaceX következő generációs 70 méter magas hordozórakétája. A tervezett üzemanyag kapacitás 3400 tonna, ami 33 darab Raptor hajtómű egyidejű üzemelését biztosítja, 7,59 MN tolóerőt generálva – rakéta hajtóműveinek száma (24-37 darab) ugyanakkor repülések után könnyen változtatható lesz.
Elon Musk 2020. december 30-án egy Twitter-bejegyzésben közölte, hogy a Super Heavy hordozórakétát a kilövőállás mellett elhelyezkedő toronydaru – amelyet rakéta fokozatainak egymáshoz szerelésére fognak használni – egyik karjával próbálják majd elkapni. Ezzel a változtatással a hordozórakéta megszabadul a leszállólábaitól és az azokkal járó súlytól, valamint a leszállás ezen módja elősegíti a hordozórakéta azonnali integrálását a kilövőállásra. Elon Musk becslése szerint így a Super Heavy egy órán belül készen áll az újabb repülésre.
2022. végére a "Stage 0" néven is nevezett – az elkapó karokat és gyorsleválasztású töltőcsatlakozókat is magába foglaló indítási és szerviztorony, angolul Orbital Launch Integration Tower (OLIT) készen állt.
A leszállási manőverezést a Raptor hajtóművek mellett a Falcon 9 rakéták első fokozatához hasonlóan rácsos aerodinamikai elemek – aerorácsok – fogják segíteni.

### Második fokozat, aStarshipűrhajó
A Starship a rakétarendszer második fokozata, a Starship űrhajó, amely 50 méter magas és körülbelül 1200 tonnát nyom.
Felhasználási módjától függően részleteiben kissé eltérő, de főméretekben közel azonos változatai lesznek:
- Starship személyszállító űrhajó
- Starship utántöltő űrhajó
- Starship teherűrhajó (geostacionárius pályára)
- Starship Hold-űrhajó
- Starship Mars-űrhajó (visszatérő)
- Starship Mars-űrhajó (ottmaradó)

A különbség az egyes változatok között a Földre való visszatérés, valamint a hasznos teher fajtája szerint lesz, a visszatérő egységet hőpajzzsal és a manőverezést segítő aerodinamikai elemekkel látják el. A Hold-űrhajót és a vissza nem térő, vagy bolygóközi változatokat nem szükséges hőpajzzsal ellátni, ezeknek nagyobb raktere lehet a kisebb üzemanyagtartályok miatt.
A visszatérő változat 6 db Raptor hajtóművel lesz felszerelve, amelyek közül három tengerszinti légnyomásra, három pedig vákuumra optimalizált változat. A földre visszatérési és landolási manőverezést 2-2 db (alsó- és felső-) vezérsík fogja irányítani (a Raptor hajtóművek és segédfúvókák mellett). Érdekesség, hogy a vezérsíkok mozgatását a szintén Elon Musk érdekeltségébe tartozó, Tesla gyártmányú Tesla autók erőforrása a szintén Tesla érdekeltségű Powerpack akkukmulátor-csomagról működteti.
Az űrhajó egy nagy, hosszú időtartamú missziókra tervezett űreszközként szolgál, amely képes rakományt és utasokat szállítani Föld körüli pályára, valamint más bolygókra. Emellett földi, interkontinentális űrutazásra is használható, a számítások szerint a rakéta a Föld két legtávolabbi pontja közötti utat mintegy másfél óra alatt tenné meg. Legalább három változata épül meg:
- Starship személyszállító űrhajó: akár 100 utas szállítására alkalmas űreszköz, amely képes a Föld körüli pályára, a Holdra és a Marsra szállítani az űrutazókat. Az interkontinentális Föld-Föld repüléssel a bolygó legtávolabbi pontjai között 30 perc alatti elérést tesz majd lehetővé.[19][20] Az űreszközt interkontinentális utazásra is lehet használni. A bolygóközi utazások csak az utántöltő űrhajó segítségével valósíthatók meg.[3]
- Starship utántöltő űrhajó: nem-emberes űreszköz, amely csak arra szakosodott, hogy más űrjárművek üzemanyagtartályait feltöltse Föld körüli pályán. Ez a jármű fogja biztosítani azt, hogy egy nehéz űrhajót bolygóközi pályára tudjanak állítani.
- Starship teherűrhajó: olyan űreszköz, amely egy körülbelül 1100 m3-es rakományrekeszt foglal magában.[1] A rekesz felnyitható az űrben, megkönnyítve a hasznos teher (pl. műholdak) pályára állítását és a jármű újrafelhasználhatóságát. A SpaceX a Nemzetközi Űrállomással kapcsolatos missziókat is tervez vele végrehajtani.[1] Gyors földi szállításra is alkalmas az interkontinentális Föld-Föld pályán.

Az űrhajó visszatérése az űrből kozmikus sebességgel fog történni. A légkörtől egy könnyen karbantartható és gyorsan cserélhető keramikus hőpajzs védi meg, eközben négy vezérsík irányítja mozgását. A kettő darab első- és hátsó vezérsík egymástól függetlenül mozgatható, mozgatását a Tesla elektromos autóinak motorja biztosítja, ugyancsak a Tesla akkumulátor telepről biztosított energiaellátással. Lefékezését és leszállását a Raptor hajtóművek segítik. A hőpajzs fejlesztésére a SpaceX 2018-ban szerződést kötött a NASA-val a TUFROC nevű, kerámia mátrix kompozit anyag közös fejlesztésére.

## Alacsony légköri prototípusok és kezdeti fejlesztés
A Starship fejlesztése nagy nyilvánosságot élvez, részben a fanatikus követőknek köszönhetően. A fejlesztés két helyszínen indult el: Floridában a cocoa beach-i és a Texasban lévő Boca Chica település melletti boca chica-i kísérleti telepen.

### Hajtóműfejlesztés
A SpaceX Mars kolonizálás terveihez is felhasználható metánnal működő rakétamotorok fejlesztését Musk 2012 novemberében jelentette be a SpaceX meghajtórészlege számára. A Raptor névre keresztelt rakétahajtóművet kétféle, tengerszintre és vákuumra optimalizált változatban fejlesztették ki 2019-ig.

### A Starship űrhajó kezdeti fejlesztése

#### AStarhopper

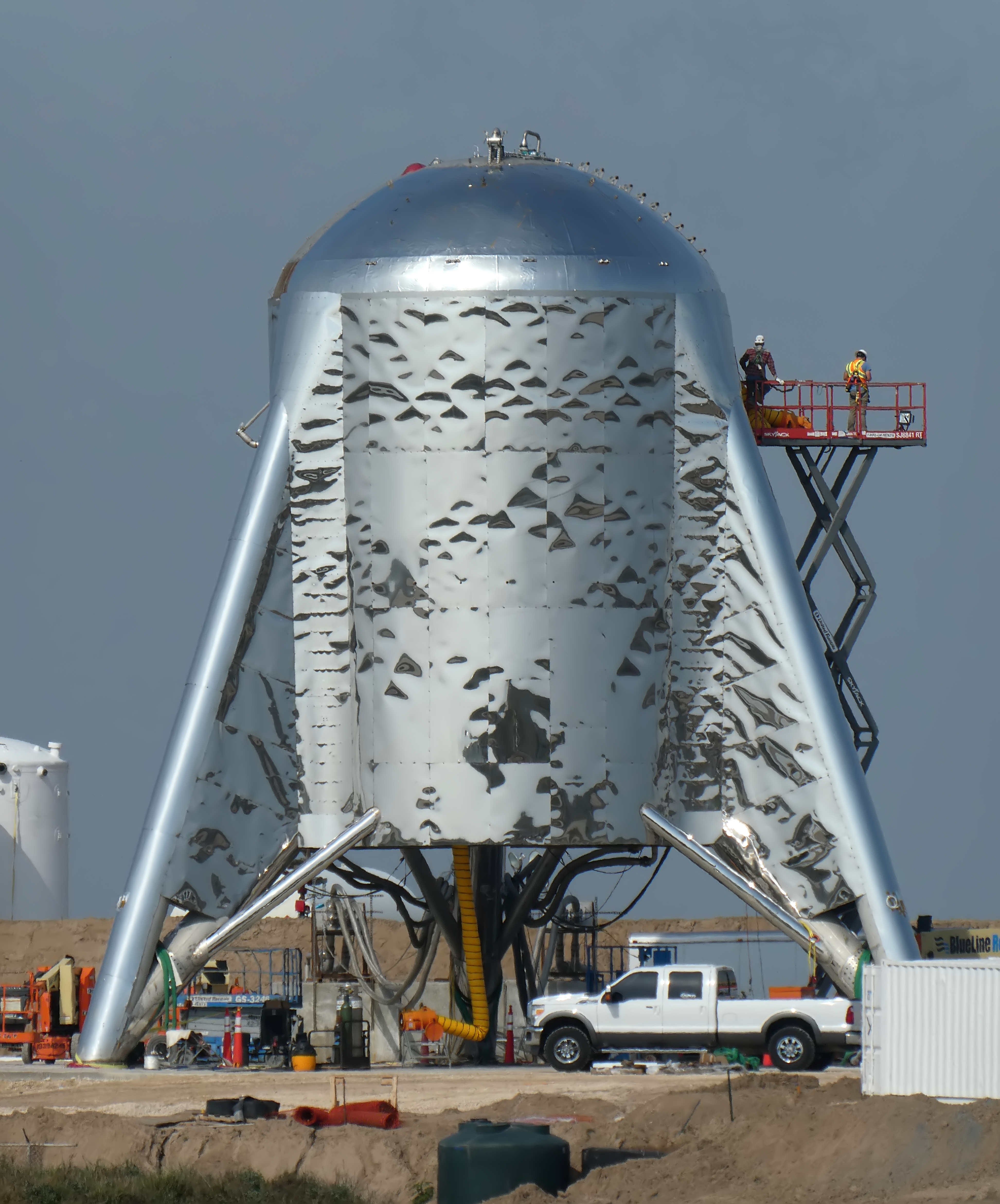
SpaceX Starhopper

A Starhopper a Starship űrhajó legelső prototípus példánya, amelyet a SpaceX Falcon 9 rakétájának fejlesztése során használt Grasshopper kísérleti rakéta mintájára neveztek el. Építése 2018. december elején kezdődött a Boca Chica melletti telephelyen.
A Starhopper eredetileg 9 méter átmérőjű és 39 méter magas volt, ám orrkúpja egy szélvihar során megsérült, így a tesztrepülésre annak (tulajdonképpen csak az üzemanyagtartályokat és 3 szárnyat/lábat tartalmazó) csonka verzióját készítették el, amelybe 1 darab Raptor rakétahajtóművet szereltek be.
A hajtóműtesztelések után az első, mindössze 18 m magas, 22 másodperces tesztrepülésre 2019. július 25-én került sor, majd 2019. augusztus 27-én megtörtént a Starhopper 150 m magasságú 57 másodperc időtartamú repülési tesztje, amelynek végén a Starhopper a körülbelül 100 méter távol lévő, kijelölt leszállási ponton ért földet. A Starhopper ezzel sikeresen teljesítette feladatát, ösztönzést adva a további fejlesztésekhez. Rozsdamentes acél teste a három lábon azóta is az indítóállványok közelében található, a Raptor rakétahajtóművet és egyéb segédberendezéseket leszerelték róla a további fejlesztésekhez. 2020 januárja óta egy víztartályként funkcionál.

#### Mk1, Mk2, Mk4
Az Mk1 2019. november 20-án, az üzemanyagtartály nyomásának tesztelése alatt felrobbant. Az Mk2-t a Cocoa Beach-i telepen kezdtek el fejleszteni és később SN1-re nevezték át. Az Mk4 feltételezhetően nem lett befejezve, csak néhány alkatrész készült el hozzá. Az Mk1 orrkúpját egy év várakozás után, 2020 decemberében kezdték el lebontani.

#### SN1-SN4
Az SN1 összeszerelését 2020. február 22-én fejezték be, majd február 25-én a tesztelőállomásra szállították. Az SN1 a nyomástesztek alatt, egy hegesztési hiba következtében 2020. február 28-án megsemmisült.
Az SN2-t 2020. március 8-án sikeresen tesztelték. Ez egy kisebb üzemanyagtartály volt, amely kizárólag nyomástesztre lett építve.
Az SN3 prototípus 2020. március 29-én került a tesztállomásra, majd 2020. április 3-án, az üzemanyagtartály tesztelése közben megsemmisült. Az alsó része újra lett hasznosítva az SN4 építése során.
Az SN4 2020. április 23-án lett integrálva a tesztállomásra, majd a Raptor SN18 került a prototípusra. Ezzel a hajtóművel május 5-én és május 7-én történt tesztelés, majd a május 9-ei nyomásteszt előtt leszerelték róla. A nyomásteszten a prototípus 7,5 bar nyomást ért el, ezután felszerelték rá a Raptor SN20-at. Az új hajtóművel május 19-én egy 7 másodperces, május 28-án egy 3 másodperces és május 29-én szintén egy 3 másodperces hajtóműtesztet végeztek el. A május 29-én végbemenő tesztelés során a földi támogató berendezés (Ground Support Equipment) egyik komponense – amely az üzemanyag gyorsan történő tankolását teszi lehetővé (Quick Disconnect System) – meghibásodott (beakadt egy szelep) és így cseppfolyós metán kezdett ömleni a szabadba. A gyorsan párolgó metán keveredett a levegővel és detonáció következett be, amely során az SN4 teljesen megsemmisült, valamint súlyos károk keletkeztek a kilövőállás körül is.

#### SN5, SN6
Az SN5 prototípus 2020. június 24-én került a kilövőállásra. A járműre több nyomásteszt után felszerelték a Raptor SN27-et, 2020. július. 30-án hajtóműtesztelésen esett át, majd 2020. augusztus 4-én a 150 méteres tesztrepülését sikeresen elvégezte. Ez volt az első teljesértékű (de még szárnyakkal és orrkúppal nem rendelkező) Starship prototípus, ami tesztrepülést hajtott végre. Tesztélese után visszaszállították a boca chica-i gyártási és szerelési telephelyre, ahol 2021. február 3-án elkezdték a szétszerelését és a lebontását, március 1-én átszállították az utolsó darabját is a telephely roncstelepére.
Az SN6 Raptor SN29 hajtóművét 2020. augusztus 23-án sikeresen tesztelték, majd 2020. szeptember 3-án a 150 méteres tesztrepülése is eredményesen zárult. Tesztelése után visszaszállították a boca chica-i gyártási és szerelési telephelyre, ahol 2021. január 7-én megkezdődött a szétszerelése és lebontása, január 12-én átszállították az utolsó darabját is a telephely roncstelepére.
Ezekkel a prototípusokkal a SpaceX bizonyította a Starship gyártásának eredményességét és az űreszköz alapvető képességeinek valódiságát.

#### SN7, SN7.1, SN7.2
Az SN7 egy kisebb üzemanyagtartály volt, ami a 2020. június 15-én történő teszteket sikertelenül zárta. Az SN7.1 szintén egy kisebb üzemanyagtartály volt, amely a második nyomásteszten sikeresen átment, majd egy másik teszten addig helyezték nyomás alá, míg meg nem semmisült. Az elért nyomásértékek – maximálisan 9 bar a tartály alján – kitűnőek voltak.
2021 január elején megérkeztek a boca chica-i telepre egy újabb teszt-üzemanyagtartály, az SN7.2 első darabjai. Január 12-én elkezdték alkatrészeinek összeszerelését. Ez a tartály 3 mm-es vastagságú rozsdamentes acélból készül, szemben az előzőleg megépített Starship prototípusokkal, amelyek 4 mm-es vastagságú rozsdamentes acélból épültek. Ez az újítás egy teljes méretű Starship prototípuson 10-20 tonna tömegcsökkenést jelentene. Az SN7.2-t 2021. január 20-án a kilövőállomások mellé szállították tesztelésre. Január 26-án sikeresen átment az első kriogenikus nyomásteszten. 2021. február 4-én az SN7.2 újabb nyomásteszten ment át, melynek során a prototípus oldalfala megrepedt. 2021. március 15-én visszaszállították a gyártási telepre.

## Magaslégköri prototípusok és a hordozórakéta fejlesztése
A 2020 nyarán elvégzett 150 méteres tesztrepülések bizonyították, hogy új szintre léphet a Starship prototípusok tesztelése, ezért a SpaceX belekezdett a bonyolultabb, magaslégköri repülésekre tervezett prototípusok, valamint a majdani orbitális repüléshez szükséges Super Heavy gyártásába.

### A Starship űrhajó jelenlegi fejlesztési fázisa

#### SN8

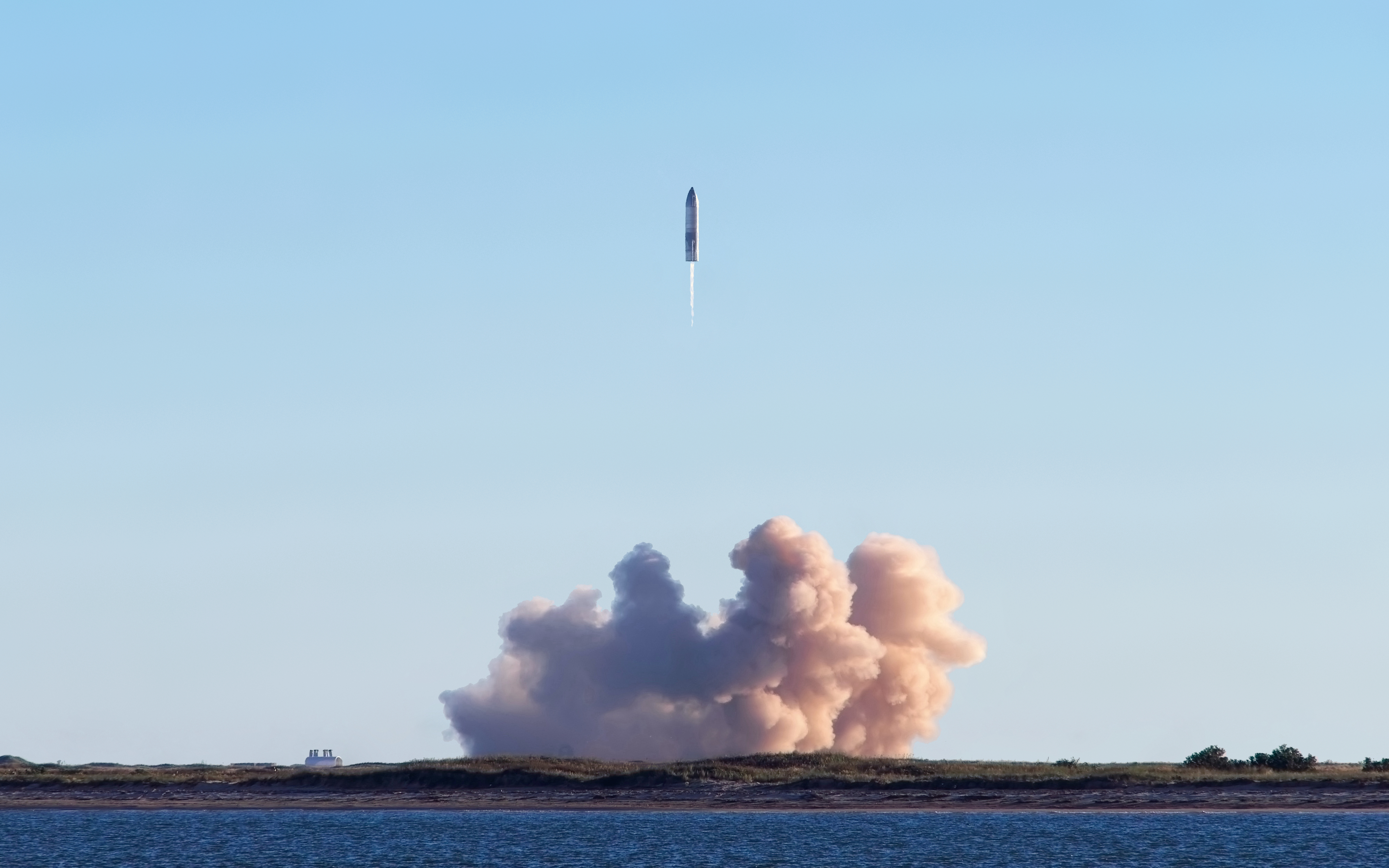
Starship SN8 repülés közben

Az SN8 prototípus az első teljes méretű, funkcionális Starship volt, amelyet 2020. szeptember 26-án szállítottak a kilövőállásra. Október 8-án sikeresen átment a kriogenikus nyomásteszten (3 sikertelen próbálkozás után). A rakéta alsó részéhez tartozó 3 Raptor rakétahajtóművet (SN30, SN32 és SN39) október 20-án tesztelték először sikeresen, majd két nappal később felkerült rá az orrkúp a 2 darab első vezérsíkkal, illetve egy hajtóművét is kicserélték – a Raptor SN39-et a Raptor SN36-ra. A prototípus ezután több hajtóműteszten is átesett:
- November 10-én a segédtartályokból működtetek egyetlen hajtóművet.
- November 12-én kettő hajtóművel végeztek hajtóműtesztet, amely során a kilövőállás alján lévő védőburkolat (martyte) megolvadt és betondarabkák csapódtak a prototípus aljába, ezzel egy igen komplex incidenst elindítva. A repeszek elvágtak egy avionikai kábelt, amely a Raptor SN32 rossz lekapcsolódását okozta. A hajtómű hirtelen leállása miatt a tartályok nyomásmentesítését végző pneumatikus rendszer is megsérült, amelynek következtében a felső segédtartályban a nyomás addig növekedett, amíg egy robbanólemez (burst disk) ki nem lyukadt, ezzel megmentve a prototípust a további súlyos károktól. A meghibásodott hajtóművet kicserélték a Raptor SN42-re.[35]
- November 24-én utoljára tesztelték mindhárom hajtóművet.[24]

A 12,5 km-es szuborbitális tesztrepülését pedig 2020. december 8-ra tervezték, ám az meghiúsult egy Raptor hajtómű meghibásodása miatt.
Az űrhajó tesztrepülésére végül 2020. december 9-én került sor, amelynek eredménye részben sikeres volt: a prototípus emelkedése közben egyesével kikapcsolta a hajtóműveit, majd miután elérte a kitűzött magasságot, megkezdte az ún. Belly Flop Maneuver-t (az űrhajó az esést szolgáló, vízszintes pozícióba fordul a függőleges pozíciójából). A kontrollált esés végén begyújtotta 2 hajtóművét és visszafordult függőleges pozícióba. Azonban leszállásnál az alsó segédtartályban (header tank) a hajtóművek működtetéséhez szükséges érték alá csökkent a nyomás és ez az egyik hajtómű teljes leállásához és a másik hajtómű hibás működéséhez vezetett. A prototípus az egyetlen megmaradt és hibásan működő hajtóművel nem tudott eléggé lelassulni, emiatt a leszállóhelybe ütközött és a rakéta teljes mértékben megsemmisült.[forrás?] Bár a prototípus felrobbanása miatt egy sikertelen tesztnek tűnhetett, mégis a rendszerek működése sikeresen zajlott és rengeteg új adattal szolgált.

#### SN9
Az SN9 az első teljesen 304L nevű rozsdamentes acélból készült Starship prototípus volt, amely egy részben sikeres tesztrepülést hajtott végre. Több újítást is tartalmazott az űrhajó az SN8-hoz képest, többek közt fejlettebb avionika és hajtóművek, az orrkúp jobb szigetelése, valamint a prototípus visszaérkező oldalán 73 keramikus hőpajzsdarab volt felszerelve.
Az SN9 tartóállványa december 11-én összeesett és a prototípus a High Bay falának dőlt, ezzel sérülést okozva a jobb oldali alsó és felső vezérsíkban, a sérült vezérsíkokat kicserélték újakra. Az SN9-et 2020. december 22-én átszállították a "B" jelű kilövőállásra, majd 26-án integrálták rá. Azért, hogy az SN9 sikeresen landoljon, a segédtartályokat héliummal helyezték nyomás alá – ezzel kivédve az SN8 végzetes hibáját. A prototípus tesztelése már pár nappal a kilövőállomásra szállítása után elkezdődött. A következő teszteket hajtotta végre:
- 2020. december 30-án sikeresen végződött az első nyomásteszt, illetve az űrhajó orientációját segítő fúvókákat is letesztelték.
- 2021. január 6-án sikeres hajtóműtesztet hajtottak végre mindhárom Raptor hajtóművel (SN44, SN46, SN49).[41]
- 2021. január 13-án kevesebb, mint négy óra alatt egymás után háromszor gyújtották be sikeresen egyszer mindhárom, kétszer pedig kettő Raptor hajtóművet.[42][43][44] Ez volt az első alkalom, hogy egy Starship prototípus egy tesztelési nap alatt elvégzett több hajtóműtesztet is.[45] Kettő hajtómű megsérült a tesztek során, ezeket kicserélték (az egyik sérült hajtómű a Raptor SN44).[46]
- 2021. január 21-én megtörtént az ötödik hajtóműteszt a kettő kicserélt hajtóművel, viszont nagyon rövid időtartamú volt, feltehetően sikertelen.[47]
- 2021. január 22-én sikeresen elvégezték a hatodik és egyben legutolsó hajtóműtesztet.[46]
- 2021. január 28-án az SN9 prototípus végigment a teljes indítás előtti protokollon, azonban a Szövetségi Légiügyi Hivatal (Federal Aviation Administration, FAA) nem adott engedélyt az indításra, így a tesztrepülést elhalasztották.[48]
- 2021. február 2-án, magyar idő szerint este fél tíz körül megtörtént a tesztrepülés. Mindhárom hajtómű beindult és a prototípus elhagyta a kilövőállomást. Az útja során egyesével kikapcsolta hajtóműveit, hogy a tolóerő-tömeg arány állandó maradjon. Miután elérte a kitűzött 10 km-es magasságot, kikapcsolta a harmadik hajtóművét és megkezdte a Belly Flop manővert. A prototípus a stabil, vízszintes pozíciójában zuhant vissza a leszállóhely fölé. Az esés végén a leszállási manőver teljesítéséhez használni kívánt két hajtómű közül csak az egyiknek sikerült begyulladnia, a másik ismeretlen okok miatt nem indult be.[49] Így az egyetlen működő hajtóművel próbálta elvégezni a Landing Flip manővert (vízszintes állapotból, függőleges pozícióba való átfordulás a hajtóművek és vezérsíkok segítségével), ami a prototípus stabilitásának teljes elvesztéséhez és túlforduláshoz vezetett. Az SN9 tehát közel vízszintes pozícióban, a vártnál nagyobb sebességgel ütközött a leszállóhelynek és teljesen megsemmisült.[50][51][52] A repülés a vártnál rosszabbul sikeredett, de így is sok új adattal szolgált. A tesztrepülést élőben közvetítették a SpaceX Youtube csatornáján, és sok más külső csatornán is.[53][54][55]

#### SN10
Az SN10 alsó részét a Mid Bay-ben építették fel, majd miután SN9 kivonult a High Bay-ből, helyére került az SN10, hogy befejezzék a konstrukciót. 2021 január elején felhelyezték rá az orrkúpot, rajta a 2 felső vezérsíkkal. Az alsó vezérsíkokat 2021. január 14-én szerelték fel. 2021. január 29-én a tesztelési telepre szállították és ráhelyezték az "A" jelű kilövőállomásra. Az SN10-re 2021. február elején felszerelték a hajtóműveit (Raptor SN50 és Raptor SN39 ismert). A prototípus a következő teszteken esett át:
- 2021. január 31-én egy kisebb nyomástesztet hajtottak végre rajta sikeresen.[58]
- 2021. február 8-án átment a kriogenikus nyomásteszten.[59]
- 2021. február 23-án egy részben sikeres hajtóműtesztet hajtott végre, az egyik Raptor hajtómű nem megfelelő értékeket nyújtott, ezért kicserélték.[60][61][62]
- 2021. február 25-én – rekord idejű hajtóműcserével – egy újabb hajtóműtesztet hajtott végre, amelynek eredménye valószínűleg sikeres.[63]
- 2021. március 4-én, magyar idő szerint 0:29-kor az SN10 mindhárom hajtóművét beindította és lassan elemelkedett az indítóállásról. A hajtóműveit az előző tesztrepülésekhez hasonlóan egyesével kapcsolta ki. A harmadik hajtómű leállítása után az SN10 a vezérsíkjai és fúvókái segítségével vízszintes pozícióba fordult át. A stabil ereszkedésének végén sikeresen beindította mindhárom hajtóművét és elvégezte a Landing Flip manővert. Pár másodpercen belül kikapcsolta kettő hajtóművét és a megmaradt Raptorral az SN10 sikeresen leszállt. A landolás után a tesztrepülést videózó kamerák felvételein észrevehető volt, hogy a prototípus landolólábai nem működtek tökéletesen, ezért egy kicsit megdőlve és már-már az alsó vezérsíkjain állva, a landolás után pár perccel felrobbant. A robbanást valószínűleg az instabil landolás mellett az üzemanyagtartály szivárgása is okozta. A prototípus így is a legsikeresebb volt az eddigiek közül. A tesztrepülést a SpaceX Youtube csatornáján élőben közvetítették, lélegzetelállító felvételek kereteiben.[64][65][66][67]

Azért, hogy ez a prototípus sikeresen landoljon és elkerülje az SN9 katasztrofális hibáját, egy egyszerű változtatást implementáltak a Starship avionikájába: leszálláskor a rakéta mindhárom hajtóművét begyújtja, így elkerülhető egyetlen hajtóműhiba, azonban több hajtómű meghibásodása szintén a prototípus elvesztéséhez vezet. Abban az esetben, ha mindhárom hajtómű beindul, akkor a legkisebb forgatónyomatékkal rendelkező hajtóművet kapcsolják ki. Ezzel a megoldással kívánja a SpaceX minimalizálni a hajtóműmeghibásodáshoz köthető balesetek számát.

#### SN11
Az SN11 a Mid Bay-ben készült az SN15 mellett és 2021. február 5-én átszállították a High Bay-be. Az orrkúpja a felső vezérsíkokkal ellátva várt a Low Bay-ben 2021. február 7-ig, amikor átszállították a High Bay mellé és később rá is helyezték a prototípusra. 2021. február közepén felszerelték a 2 alsó vezérsíkot is. 2021. március 8-án átszállították a tesztállomásokhoz és kis idő alatt rá is szerelték a "B" jelű kilövőállomásra. A prototípus nagy számban rendelkezik keramikus hőpajzs darabokkal a visszaérkező oldalának több részén is, illetve 3 Raptor hajtóművel van felszerelve. Az SN11 a következő teszteket végezte el:
- 2021. március 9-én sikeresen elvégezte az üzemanyagtartály nyomástesztjét
- 2021. március 11-én átment a kriogenikus nyomásteszten és a fúvókákat is sikeresen tesztelték[71]
- 2021. március 22-én sikeresen begyújtotta mindhárom hajtóművét, de az egyik Raptor enyhén meghibásodott a teszt alatt, ezért március 25-én kicserélték.
- 2021. március 26-án sikeresen elvégezte a második hajtóműtesztet a kicserélt hajtómű felhasználásával. Később, ugyanezen a napon tervezték a prototípus tesztrepülését, de inkább eltolták, hogy több idő maradjon az SN11 felkészítésére és végső ellenőrzésére.[72]
- 2021. március 30-án, kedden, helyi idő szerint reggel 8 órakor az SN11 felemelkedett a kilövőállomásról 3 hajtóművét használva. Az előző tesztrepülésekhez híven, a prototípus egyesével kapcsolta ki hajtóműveit és miután elérte a kitűzött 10 km-es magasságot, az utolsó Raptor leállása után vízszintes pozícióba állt. A szabadeséshez hasonlító vízszintes zuhanás után a Landing Flip manőverhez készülve megpróbálta beindítani mindhárom hajtóművét, viszont ez nagy valószínűséggel nem történt meg. Így, az SN11 még zuhanás közben megsemmisült és darabjai a landoló helyre és annak körzetébe estek. Az indítás nagy mértékű ködben történt, így sem a felszállás kezdetét, sem a sikertelen landolást nem láthattuk semmilyen kamerán. Elon Musk szerint egy kisebb metán szivárgás vezetett tűzhöz az egyik Raptor-on ami megégette a hajtómű egyes alkatrészeit, így a begyújtáskor a metán turbópumpa felrobbant, ezzel megsemmisítve a teljes prototípust.[73] A SpaceX szokás szerint élőben közvetítette a tesztrepülést.[74]

Ahhoz, hogy az SN11 elkerülje az SN10 hibáját, a 3 újraindult Raptor hajtómű közül csak egyet állított volna le a Landing Flip manőver után és 2 hajtómű használatával végezte volna el a landolást.

#### SN12-SN14
Az SN12, SN13 és SN14 építése már 2020 novemberében elkezdődött, de 2021 január elején félbeszakították az építésüket. Az oka, hogy az SN11 után rögtön az SN15 prototípust kezdik el tesztelni, mivel Elon Musk szerint nagyobb újításokkal fog rendelkezni az előző prototípusokhoz képest. 2021 január 23-án elkezdték a három prototípus lebontását.

#### SN15
Az SN11 után soron következő prototípus. SN15 a Mid Bay-ben készült el, majd 2021. március 31-én átszállították a High Bay-be, illetve a 2 alsó vezérsíkot is rászerelték. Az orrkúpját a 2 felső vezérsíkkal együtt a Low Bay-ben szerelték össze. 2021. április 2-án ráhelyezték az orrkúpot, ezzel teljesen felépítve a prototípust. A teszttelepre 2021. április 8-án szállították át és később ráhelyezték az "A" jelű kilövőállomásra. Az SN11 az nyomásteszteket hajtóművek nélkül végezte el és csak április 16-án kezdték felszerelni rá a 3 Raptort (Raptor SN54, SN61, SN66). A prototípus a következő teszteken esett át:
- 2021. április 9-én, rögtön 1 nappal a kilövőállomásra érkezése után elvégezett egy üzemanyagtartály nyomástesztet
- 2021. április 12-én sikeresen átment a kriogenikus nyomásteszten
- 2021. április 13-án átment egy második kriogenikus nyomásteszten
- 2021. április 26-án sikeresen elvégezte a hajtóműtesztet a 3 felújított Raptor segítségével, illetve az orientációt segítő fúvókáit is letesztelte[80]
- 2021. április 27-én sikeresen elvégezte a második hajtóműtesztet, most a landoló üzemanyagtartályokat használva[81][82]
- 2021. május 5-én, magyar idő szerint másnap 0:24-kor az SN15 sikeresen indította be mindhárom fejlesztett Raptor hajtóművét és elemelkedett az "A" jelű kilövőállomásról. A lassú emelkedés közben, a már megszokott módon állította le egyesével hajtóműveit egészen a kitűzött 10 km-es magasságig, ahol utolsó hajtóművének kikapcsolása után vízszintes pozícióba tért át, azaz elvégezte a Bellyflop manővert. A lassú, vízszintes ereszkedése után elkezdődött a repülés legkritikusabb pontja. Az SN15 körülbelül 700 méterrel a felszín felett sikeresen begyújtotta mindhárom hajtóművét, majd szinte rögtön le is állított egyet, pont úgy ahogy tervezték. A prototípus a Landing Flip manőver elvégzése után, a megmaradt 2 Raptorral és a tökéletesen kinyílt landolólábak segítségével sikeresen leszállt. A leszállás után rögtön letankolták a prototípust, illetve a tüzet is eloltották, mindezt azért, hogy ne robbanjon fel mint ahogy az SN10 tette márciusban. Így az SN15 lett a legelső teljes méretű Starship prototípus ami sikeresen landolt és teljesen újra felhasználható állapotban is maradt. A tesztrepülést a SpaceX hivatalos Youtube csatornáján lehetett élőben követni, illetve rengeteg más külföldi, vagy akár magyar csatornán is.[83][84][85][86][87][88][89][90]
- 2021. május 14-én, a sikeres landolása után 1 héttel ráhelyezték a "B" jelű kilövőállomásra, majd pár nap alatt leszerelték mindhárom hajtóművét.
- 2021. május 27-én visszaszállították a prototípust az építési telep mellé és ráhelyezték egy bemutató állványra, hogy egy emlékműként szolgáljon tovább.

#### SN16-SN19
Az SN16-ot teljesen felépítették felkészítve a tesztrepülésre, illetve SN17, SN18 és SN19 több darabjai is elkészültek, viszont 2021 júniusában hivatalosan kiderült, hogy mind a 4 prototípus át lesz ugorva az SN15 elképesztő sikerének köszönhetően. Az SN16-ot 2021. június 16-án átszállították a High Bay-ből az SN15 mellé, valószínűleg későbbi szétszerelésre.

#### SN20
Jelenleg aktív prototípus. Ez lesz a legelső prototípus, ami föld körüli pályára fog állni a BN3 hordozórakéta prototípus segítségével. Ennek köszönhetően az SN20 a 3 alap Raptor mellett 3 vákuumra optimalizált Raptor hajtóművel, azaz RVac-kel is fog rendelkezni. 2021. április 8-án elkészítették első darabjait. 2021 júliusában már az üzemanyag tartály szekciója teljesen elkészült, illetve július végén már az orrkúpja is a végső összeszerelési stádiumban van. 2021. június 27-én megérkezett a legelső RVac, azaz a Raptor Vacuum hajtómű. SpaceX kitűzött célja szerint 2021. augusztus 5-re teljesen összeszerelik a prototípust és rá is helyezik a hozzátartozó Super Heavyre, a BN4-re. A cég július végén rengeteg alkalmazottat szállítatott a telephelyre, ennek köszönhetően az építési gyorsaság az egekbe szárnyallt, így ez a kitűzött gól, illetve az 1-2 hónapon belüli tesztrepülés teljesen lehetségesnek tűnik.
A SpaceX csapatai jelenleg 2021. augusztus végére tervezik a 2 fokozatú rakéta prototípus indítását.

### A hordozórakéta fejlesztése

#### Super Heavy BN1
Az első Super Heavy prototípus. Az építésének elkezdését 2020 szeptemberének végén jelentették be. A tervek szerint 2 vagy 4 darab Raptor hajtóművet fog tartalmazni. Az alkatrészei folyamatosan érkeztek a boca chica-i kísérleti telepre. 2020 decemberében kezdték el felépítését a High Bayben. 2021. január végén felgyorsultak az építési folyamatai, februárban már minden darabja elkészült. 2021. március 18-án teljesen összeszerelték a prototípust. Ez a prototípus semmilyen tesztet sem fog végezni, csak "Manufacturing pathfinder"-ként szolgál és egyfajta gyakorlás volt a SpaceX dolgozóinak. A BN1-et áprilisban szétszerelték és lebontották, helyet csinálva a következő prototípusoknak.

#### Super Heavy BN2
Ez lett volna a második Super Heavy prototípus, de a BN1 elkészülte után világossá vált, hogy át lesz ugorva.

#### Super Heavy BN2.1
Egy kisebb teszt üzemanyagtartály, aminek darabjai valószínűleg az átugrott BN2-ből maradtak. 2021. június 3-án átszállították a teszt telepre.
- 2021. június 8-án sikeresen végzett el egy kriogenikus nyomástesztet, az alatta elhelyezett, hajtóműveket szimuláló hidraulikus nyomás közben.
- 2021. június 17-én sikeresen elvégezte a második nyomástesztet is.
- 2021. június 25-én visszaszállították az építési területre.

#### Super Heavy BN3
Jelenleg aktív prototípus. A harmadik Super Heavy prototípus. Első darabja 2021. március végén megérkezett a telepre. 2021. júniusban a prototípus folyékony oxigént tartó része teljesen elkészült, így a végleges összeszerelése a következő hetekben várható. Eredetileg a BN3 prototípus vett volna részt az első orbitális tesztrepülésen a Starship SN20-al együtt, de ez már nem így van. 2021. június 29-én teljesen összeszerelték a közel 70 méter magasságú BN3 prototípust, majd július 1-én, a Starship rakétarendszer történelmében először, leszállították a teszttelepre, és ráintegrálták az átmódosított A jelű kilövőállomásra. A BN3 a következő teszteket hajtotta végre:
- 2021. július 8-án sikeresen elvégzett egy szimpla nyomástesztet.
- 2021. július 12-én várható az első kriogenikus nyomástesztje.
- 2021. július 20-án éjszaka sikeresen meggyújtotta mindhárom felszerelt Raptor hajtóművét.

A teszteket a hajtóműteszt után teljesen megállították, hogy az orbitális prototípusra tudjanak koncentrálni

#### Super Heavy BN4
Ez lesz a legelső Super Heavy prototípus, amely orbitális pályára segít egy Starshipet, sorszámán nevezve az SN20-at. Elon Musk szerint az előző Super Heavy prototípusok után rengeteget tanultak, így készen állnak az orbitális dizájn megépítésére. 2021. július közepétől elképesztő gyorsasággal készítették el darabjait, illetve rögtön össze is szerelték őket. 2021. július 30-án már teljesen készen áll a végső összeszerelésre, illetve ezen a napon rászerelték a legelső aerodinamikai irányítószárnyat, azaz Gridfin-t.
Az orbitális kilövőállomásra szállítása augusztus elején várható, a föld körüli repülése pedig a következő 1-2 hónapban.

## Fel- és leszállóhelyek, indítóállások
A SpaceX gyakorlatias szemléletére jellemzően már publikált felhasználói útmutatója szerint két felszállóhelyen történik a szállítmányok integrálása (beszerelése) az űrhajóba:
- Kennedy Űrközpont (KSC) LC-39A | 28.6082° N, 80.6041° W
- Boca Chica | 25.9971° N, 97.1554° W

### Indítóállások
A Boca Chica telephely fel-leszálló területén 2020-ban két ideiglenes indítóállvány ("A" és "B") szolgálja a nyomás- és hajtóműteszteket, valamint a próba-repüléseket. Ugyanezen a területen elkezdődött a Super Heavy számára az "orbitális indítóállás" vasbetonszerkezetű lábazatának építése, a vasbetonszerelés után az alap és a hat fő tartóláb betonozása is elkészült.

### Leszállóhely
A Starship landolásához megfelelő teherbírású, sík vasbeton felületet alakítottak ki, amelynek első használata a Starship SN8 prototípus 12,5 km-es magasságú tesztrepülése, majd sikeres leszállási manőverei után megtörtént: bár az SN8 az üzemanyagellátás zavara miatt a szükségesnél kisebb tolóerővel tudott fékezni és ezért végül a túl gyors landolás miatt felrobbant, ám az a kialakított leszállóhelyen (annak a szélén) történt.
A Super Heavy első fokozat ugyanide – landolótalpakra tervezett – leszállása Elon Musk üzenete szerint módosulni látszik: merész elképzelése szerint az indítóállványon kialakítandó karokkal tervezik "elkapni" a Superheavy-t, a leszállási manőverezést segítő rácsos aerodinamikai felületeknél fogva.

### Úszó platformok, úszó űrkikötők
A Falcon 9 visszatérő első fokozatát fogadó drónhajók továbbgondolásaként, Elon Musktól és a SpaceX-től származó információk szerint elkezdődött az úszó platformok fejlesztése, amellyel lehetővé válik a nemzetközi vizeken, valamint a világ nagyvárosainak közelében – de a zaj- és környezeti hatások miatt elegendően távol – történő fel-leszálló infrastruktúra telepítése. Ezt elsősorban, de nem kizárólag a Starship rendszerrel létrehozandó Föld-Föld űrszállítási rendszer megvalósítása érdekében tervezi Elon Musk.
E cél érdekében meg is tette az első lépéseket Elon Musk és a SpaceX: két tengeri olajfúró platformot vásároltak meg, hogy űrkikötővé alakítsák a későbbiekben. A Mars két holdja után Phobos-nak és Deimos-nak elnevezve őket. A tervek szerint a 2021-es év végére az egyik űrkitötő már korlátozott mértékben működőképes lesz.